# Église Saint-Martin de Montpellier-de-Médillan
L'église Saint-Martin est une église située à Montpellier-de-Médillan, dans le département français de la Charente-Maritime en région Nouvelle-Aquitaine.

## Historique
L'église est classée au titre des monuments historiques par arrêté du 15 novembre 1913.

## Galerie

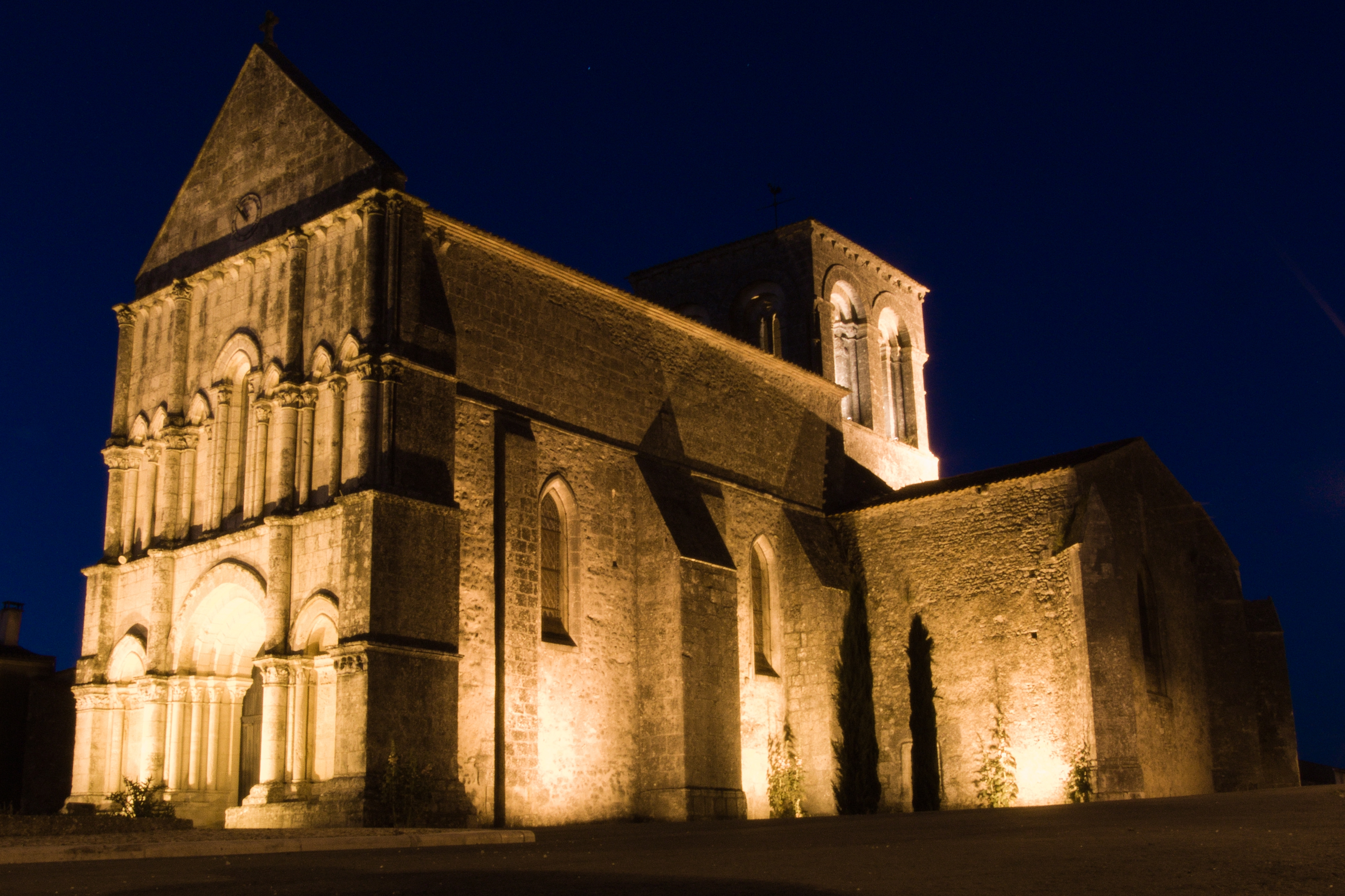
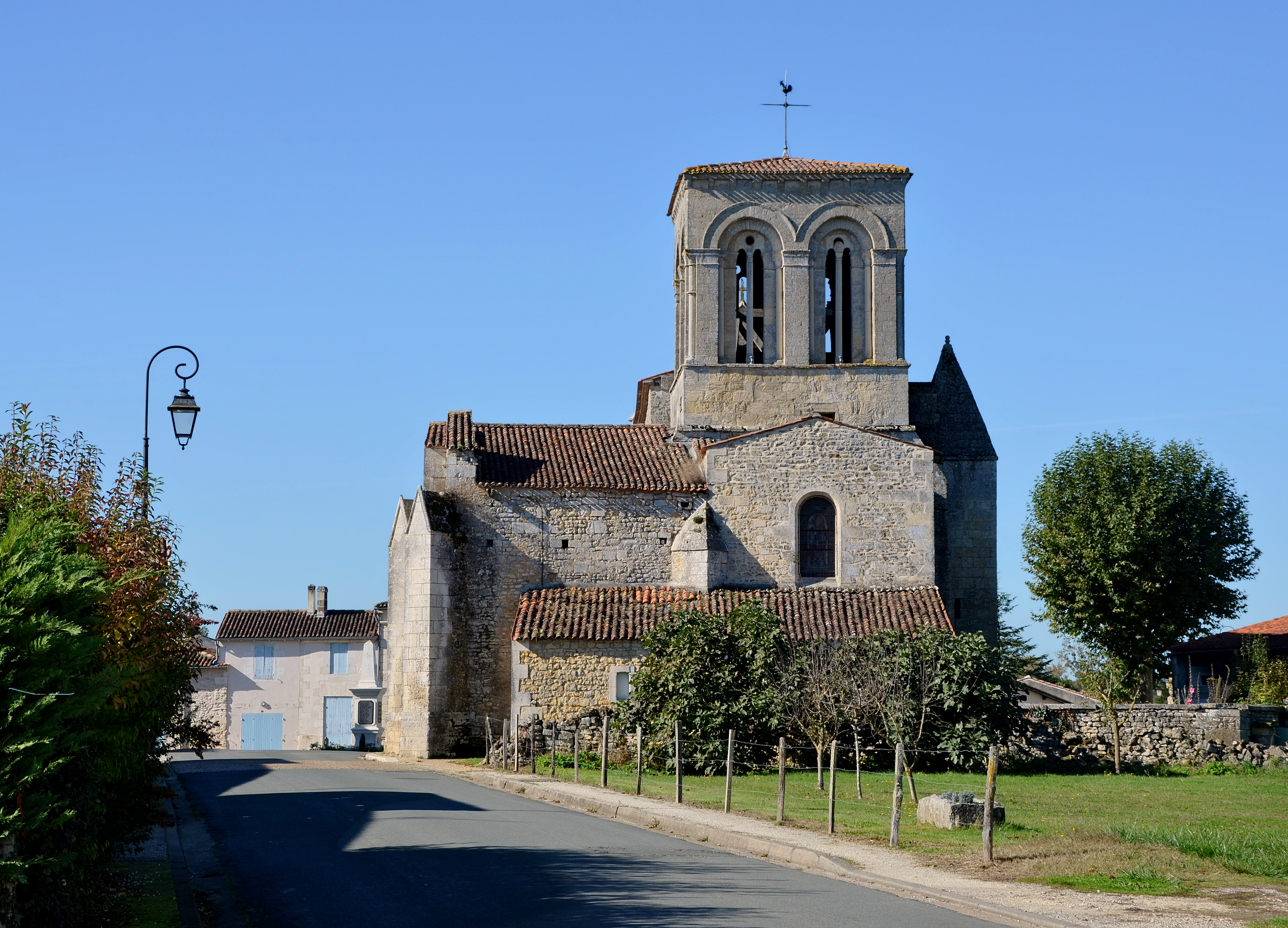
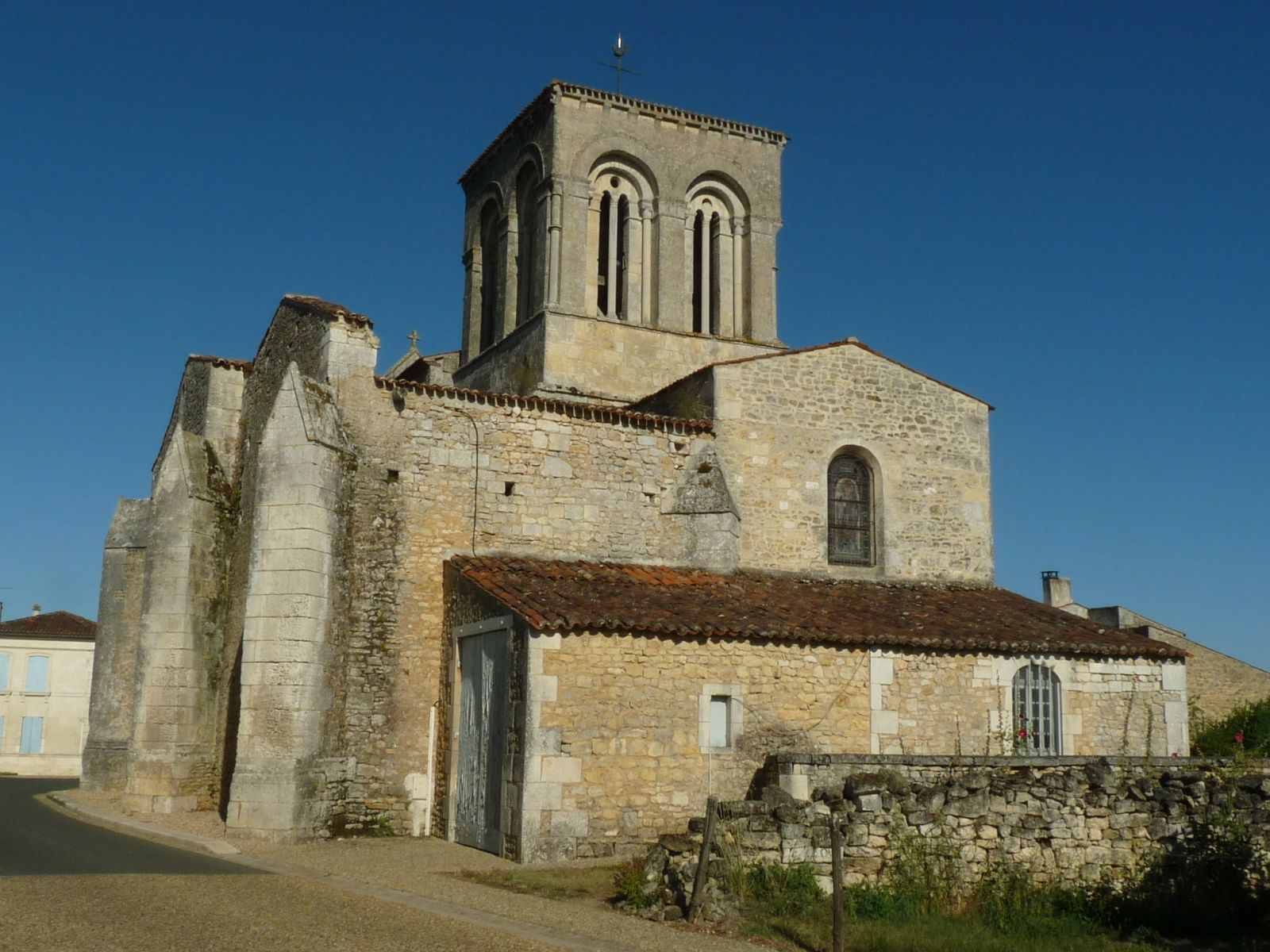
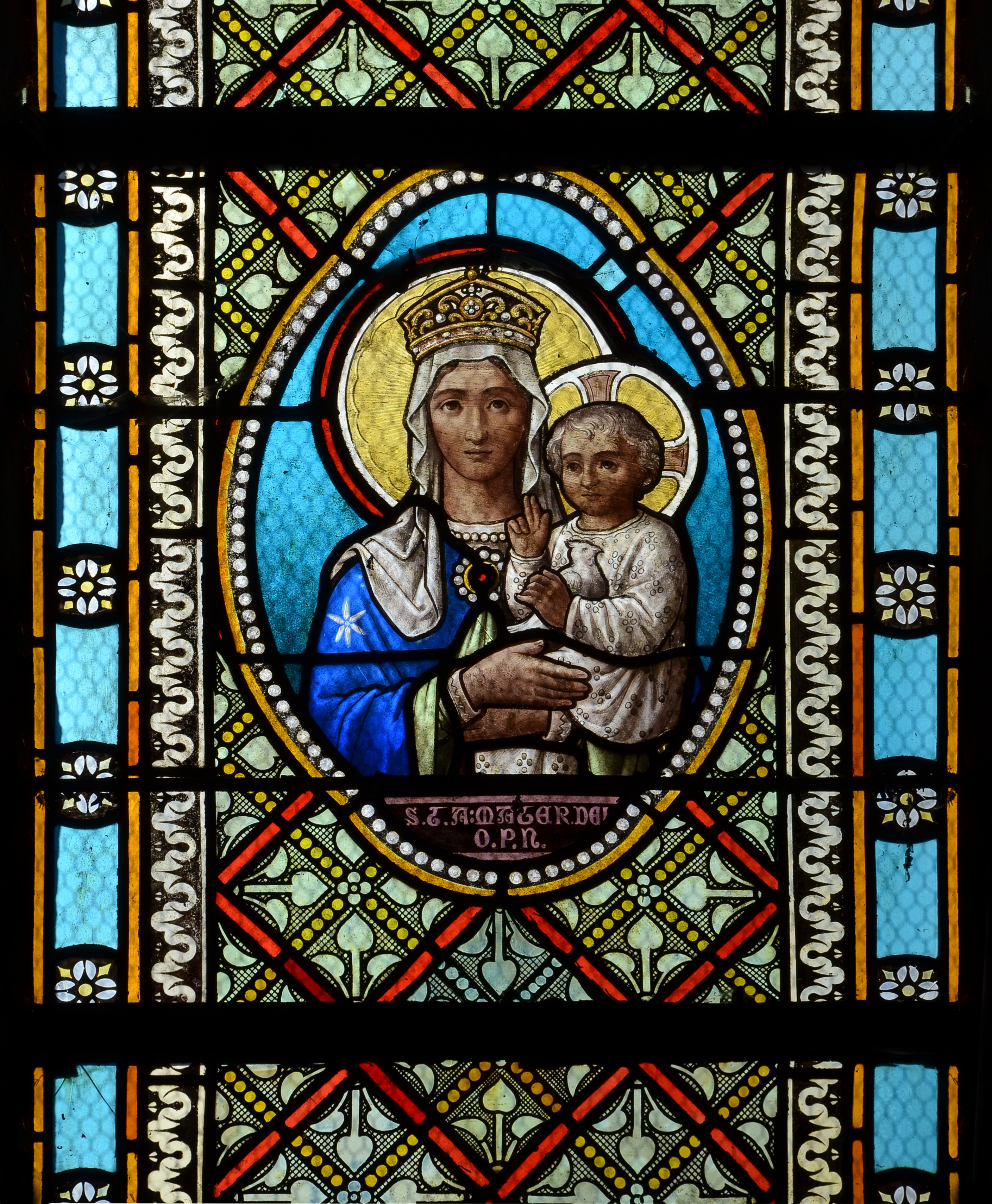
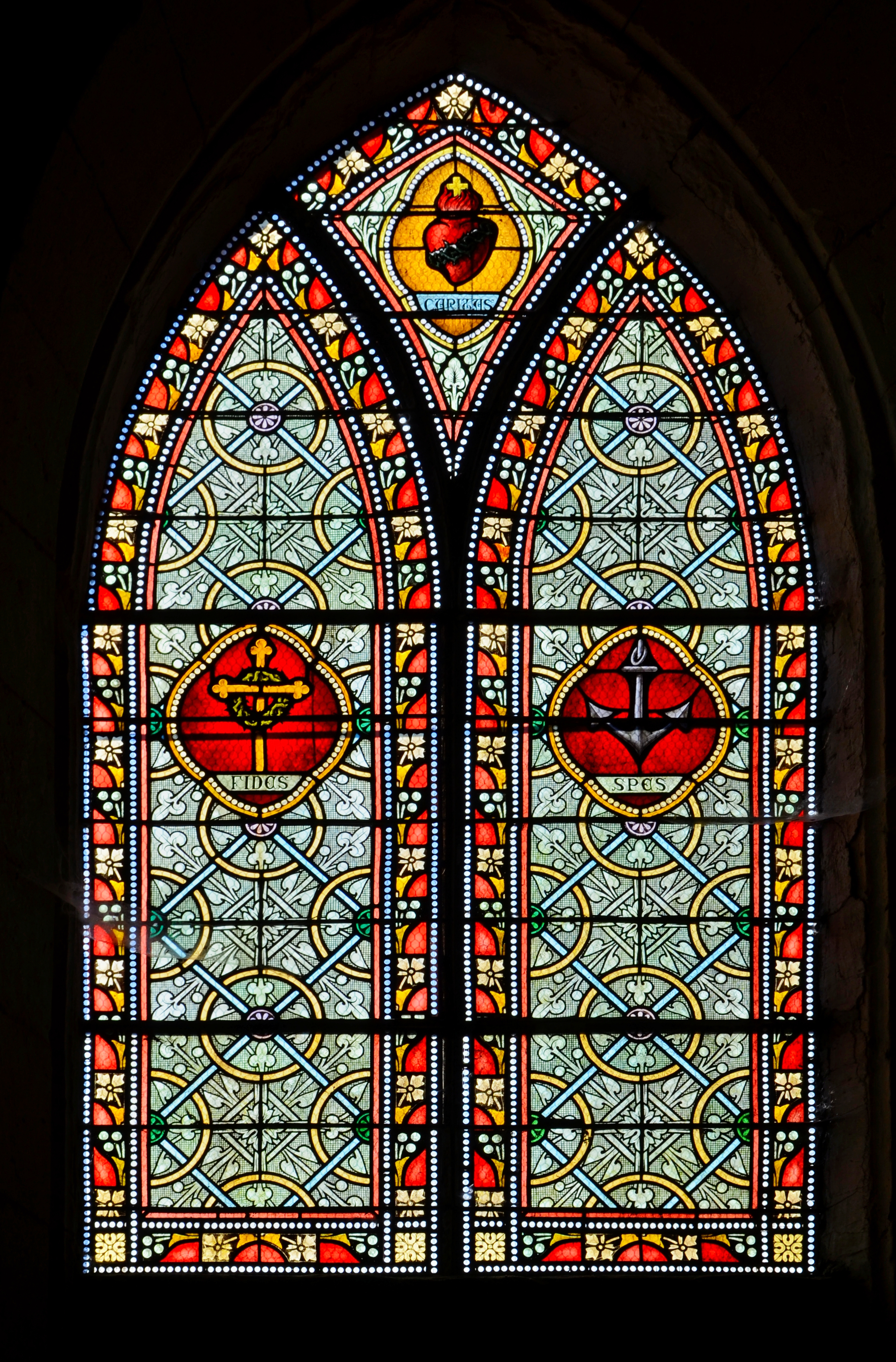
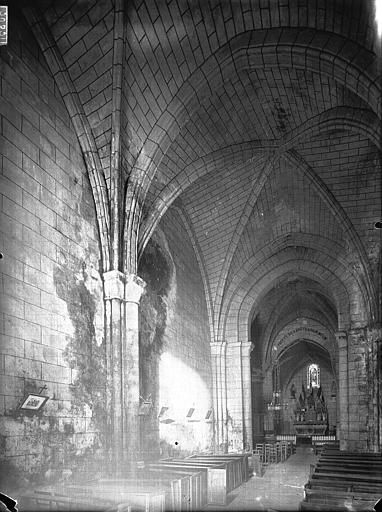
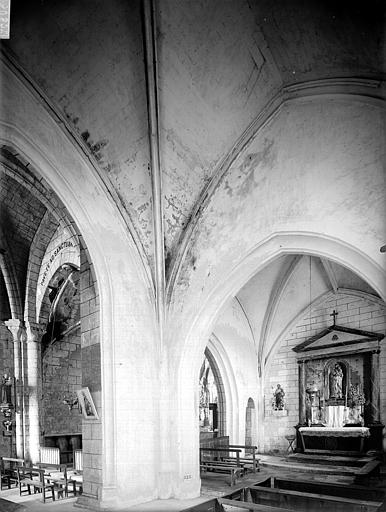